# Giorgio II di Ceva
Giorgio II di Ceva, detto il Nano, (prima del 1268 – poco dopo il 29 giugno 1324) fu marchese di Ceva, ultimo rilevante esponente della stirpe dei Ceva nel Medioevo.
Visse tra il XIII e il XIV secolo e consolidò ulteriormente la posizione del marchesato, raggiunta nel XIII secolo sotto la guida del padre Giorgio I e dello zio Guglielmo III, entrambi figli di Guglielmo II (I?). Dopo di lui, nel corso del XIV secolo, si assistette a una graduale e lenta parcellizzazione del territorio del marchesato e a un'inevitabile polverizzazione del potere politico della famiglia.

## Biografia
Giorgio II il Nano era figlio di Giorgio I. Il primo riferimento documentato a Giorgio II risale al 1268. Nel decennio che precede la sua ascesa al potere, la stirpe dei Ceva appare costantemente alleata del Comune di Asti nei vari trattati di tregua stipulati con Carlo d'Angiò. Esso, fin dalla sua prima discesa in Piemonte nel 1258, godette dell'appoggio dei Comuni di Cuneo, Alba e Cherasco. Giorgio II proseguì la politica di legame con Asti, cercando nel contempo di ampliare le alleanze della famiglia. Il 17 aprile 1268, il marchese di Saluzzo Tommaso I concesse a Giorgio II, a suo figlio Giorgio e a tutti i loro discendenti, sudditi e mercanti, la facoltà di percorrere liberamente e in tutte le direzioni il territorio di Lequio Tanaro, con immunità da qualsiasi pedaggio.
Nel 1274, scoppiata la guerra tra Asti e Carlo d'Angiò, Giorgio II mantenne la fedeltà alla sua tradizionale alleata. Le vicende belliche furono favorevoli ad Asti, che attaccò Alessandria, espugnò il castello di Neive e mosse contro Alba. Con l'appoggio del marchese di Saluzzo, che si schierò con Asti nel luglio 1275, Asti portò un nuovo attacco ad Alba e poi a Cossano, costringendo i marchesi di Busca alla fuga. La battaglia di Roccavione del 10 novembre 1275 segnò la definitiva sconfitta dell'egemonia di Carlo d'Angiò, i cui alleati si affrettarono a stringere accordi con Asti. Nell'atto del 21 agosto, stipulato dal procuratore dei Carlo d'Angiò Gualtiero de Alneto, si legge che l'accordo avrebbe dovuto includere anche Giorgio II, i marchesi di Saluzzo, del Monferrato, del Carretto e di Clavesana.
Giorgio II e gli stessi signori figurano ancora al fianco di Asti nella tregua stipulata con Cuneo il 13 settembre 1277 e nell'atto relativo al trattato di alleanza stipulato dagli stessi Comuni l'8 gennaio 1278. Il 13 febbraio 1282 venne concluso un trattato di pace (con una tregua di almeno quattro anni) tra Carlo d'Angiò, il Comune di Asti e i suoi alleati, tra cui i Ceva.

### Consolidamento del potere
Successivamente, Giorgio II rafforzò ulteriormente i suoi legami con Asti. Mentre i suoi predecessori avevano stretto vincoli vassallatici con il Comune cedendo parte dei loro possedimenti e ricevendone in cambio l'investitura (feudo oblato), Giorgio II effettuò la stessa operazione ma per tutti i suoi beni. Questa cessione di feudi al Comune, che in passato si era realizzata mediante donazioni, fu ora attuata con una vera e propria vendita stipulata il 22 ottobre 1295 e condotta a nome di Giorgio II da Oddone/Ottone del Carretto. In base a essa, a Giorgio II ricevette centomila lire astigiane e in cambio passarono ad Asti il castello e la città di Ceva, insieme ad altre località, quali Roasio, Rivofreddo, Castellino, Igliano, Torricella, metà di Niella, San Michele, Pamparato (ad eccezione dei diritti spettanti al vescovo d'Asti), Ventipeniva, Viola, Lisio, Monasterolo, metà di Battifollo, Monteguardia, Nucetto, Bagnasco, Proenca, Mursecco, Garessio, Malpotremo, Priero e Montezemolo. I rappresentanti del Comune investirono Giorgio II, i figli Giorgio III e Guglielmo e i loro eredi delle terre acquistate, con la condizione che essi non le subinfeudassero senza autorizzazione; inoltre, le due parti garantivano che non avrebbero intrapreso alleanze con Comuni o signori nemici l'uno dell'altro. La vendita fu sottoscritta anche dai figli di Giorgio II, Giorgio e Guglielmo, il 16 febbraio 1296 e ratificata nella medesima data.
Forse negli ultimi anni del secolo, il Comune di Asti investì Giorgio II della metà di Montezemolo e delle sue pertinenze, ponendogli come condizione il rispetto dell'alleanza stretta tra Asti e Genova, Pavia e il marchese di Monferrato. Nello stesso periodo, Giorgio II dovette affrontare gli attacchi del cugino Guglielmo (IV), alleato di Monteregale (Mondovì) e di Emanuele di Clavesana, che cercava di surclassarlo nella guida del marchesato. Tuttavia, forte dell'appoggio di Asti, Giorgio II si impadronì di Nucetto, dominio del figlio di Guglielmo Bonifacio. La disputa fu risolta dall'arbitrato del conte di Biandrate Giorgio, che stabilì che Giorgio II avrebbe dovuto rinunciare a Nucetto e i suoi nemici a ogni pretesa su Ceva; tuttavia, sembra che Giorgio II non obbedì all'arbitrato e si fece infeudare di Nucetto. La disputa si concluse infine con la vittoria di Giorgio il Nano: nel 1297 esso raggiunse un accordo con il Comune di Monteregale, promettendo di aiutarlo contro i Bressani (stirpe il cui capostipite fu Bressano, signore de facto di Monteregale/Mondovì decenni prima) a patto che Monteregale si impegnasse ad esiliare dalla città Guglielmo IV di Ceva e i signori di Clavesana, Monasterolo, Ulmetto, Pornassio e Cosio. L'accordo confermava i buoni rapporti esistenti tra i Ceva, il vescovo e il Comune di Asti, nonché con i marchesi di Saluzzo e del Carretto. L'8 gennaio 1300, Monteregale stipulò un trattato di pace con i Bressani, confermando il precedente accordo con Giorgio II.

### Gli ultimi anni
Nei primi anni del XIV secolo, il figlio di Giorgio II, Giorgio, risultò coinvolto in una lite con la certosa di Casotto per il possesso di alcuni beni situati nel territorio di Garessio, rivendicati dalla certosa. Nel novembre 1308, Giorgio II, pro beneficio anime, ratificò gli acquisti del monastero nel territorio di Garessio e rinunciò ai propri diritti su di essi, in particolare su un castagneto nel territorio di Torre. Nel 1309, i guelfi Solaro di Asti si rivolsero a Giorgio II, coinvolto evidentemente in una qualche misura nei contrasti intracittadini, per contrastare il partito ghibellino, in quel momento prevalente.
L'ultimo documento che menziona Giorgio II è del 29 giugno 1324, una convenzione stipulata tra lui e suo figlio Guglielmo V di Ceva, Giovanni di Saluzzo, suo genero e marchese di Clavesana Federico, Federico di Ceva, e i due figli di Giorgio III di Ceva, Bonifacio e Oddone/Ottone, con Giovanni, Rubino e Pornasio Scarelli signori di Pornasio e Cosio.

## La successione e il declino del marchesato
Alla morte di Giorgio II, il marchesato fu diviso tra i suoi eredi diretti: Guglielmo V e i figli di Giorgio, morto prematuramente, Bonifacio e Oddone. L'assegnazione dei vari feudi a ciascun erede fu fatta il 30 maggio 1326 a casa del figlio bastardo di Giorgio II, Bertolino. Guglielmo ottenne Priero, Malpotremo, Nucetto, Viola, Lisio, mentre Bonifacio e Oddone/Ottone ottennero Battifollo, San Michele, Castellino, Igliano; inoltre, Guglielmo si impegnava a versare ai due nipoti metà della somma che essi dovevano a Francesca, moglie di Guglielmo del Perlo e a non intaccarne la dote; i due fecero lo stesso con la dote della madre. Il trattato stabiliva infine libertà di transito e di commercio per gli uomini di entrambe le circoscrizioni.
La morte di Giorgio II segnò il declino del marchesato di Ceva. Dopo la suddivisione tra i suoi eredi diretti, vi furono già pochi anni dopo ulteriori suddivisioni del marchesato, difficile da seguire a causa del fatto che le fonti riportano la presenza di numerosi marchesi di Ceva, discendenti sia dal ramo di Giorgio II sia da quello di Guglielmo IV, che non permettono per giunta di stabilire la loro precisa collocazione in un albero genealogico. Dal punto di vista politico, invece, è le fonti sono più chiare: dopo la morte di Giorgio II cessarono i rapporti con il Comune di Asti, che, dopo il dominio angioino, passò nel 1341 ai Visconti.
Tuttavia, se si interruppero i legami tra i marchesi di Ceva e il Comune di Asti, ciò non avvenne invece con il suo vescovo. Due figli di Guglielmo IV, Federico ed Emerico, furono investiti dal vescovo Arnaldo della parte di loro competenza dei feudi di Lesegno, Mombasiglio e Montegrosso il 30 dicembre 1329. Nel maggio 1349, altri marchesi di Ceva, Corrado (figlio di Emerico e dunque nipote di Guglielmo IV) e Federico (figlio di Guglielmo IV), prestarono giuramento di fedeltà al vescovo Baldracco Malabayla: Corrado fu investito della metà di Lesegno e Montegrosso e di una quarta parte di Mombasiglio, mentre invece Federico ricevette l'investitura della quarta parte di Lesegno e Montegrosso e di un ottavo di Mombasiglio. Tali investiture facevano parte della campagna del vescovo Baldracco Malabayla per recuperare i feudi ecclesiastici resisi autonomi durante le vicende politiche e belliche passate.
I signori di Ceva si opposero alla dominazione viscontea in Asti, ottenendo l'appoggio del marchese di Monferrato, dei loro vassalli e del Comune di Ceva, già esistente in precedenza ma che in tale altezza cronologica riuscì ad avere una certa importanza. Attaccati dai Milanesi, i marchesi subirono un assedio dal 1351 al 1356, ma ne uscirono indenni. Il prestigio della stirpe dei Ceva diminuì sensibilmente, come dimostrano le continue donazioni al Comune di Ceva. Nel 1357, Bonifacio ed Oddone/Ottone, Girardo, Cristoforo e Giacomo fecero alcune donazioni al Comune per l'aiuto fornito nella lotta contro i Visconti. Nello stesso anno, si ebbe un'ulteriore suddivisione del territorio del marchesato: infatti la parte ereditata da Guglielmo V fu suddivisa tra i suoi nipoti Cristoforo e Giacomo, suo figlio Giorgino e Ludovico e Girardo. In questi anni, si riacutizzò anche la guerra con i marchesi del Carretto, contendendo il possesso di alcuni insediamenti nella Val Tanaro.

## Famiglia e figli
Ebbe i seguenti figli da una donna non identificata:
- Giorgio III († prima del 19 novembre 1324[1]), che premorì al padre, e che ebbe come figli Bonifacio († dopo il 22 aprile 1328[1]) e Oddone/Ottone († dopo il 1º gennaio 1332[1]); quest'ultimo sposò Eleonora, figlia del marchese di Saluzzo Manfredo IV e della sua seconda moglie Isabella Doria[1];
- Guglielmo V († dopo il 19 novembre 1324[1]).

Egli ebbe anche un figlio Bastardo, Bertolino.